# Un oggi alla volta
Un oggi alla volta è un film italiano del 2023 diretto da Nicola Conversa.

## Trama
Marco è un ragazzo diciannovenne con una personalità particolare, che preferisce essere sconnesso dal mondo dei social network ed è prossimo alla maturità. Un giorno, mentre esce di casa, fa la conoscenza di Giulia, alla quale chiede il numero di cellulare, ma lei al posto di lasciargli il proprio numero, gli lascia quello dell'amica Aria affetta da una malattia degenerativa, che ritiene più affine a lui, così i due iniziano a scambiarsi messaggi reciprocamente e col tempo, dopo essersi conosciuti, intraprendono una relazione.

## Produzione
Il film, diretto da Nicola Conversa, è stato scritto dallo stesso regista con Giulia Uda e prodotto da One More Pictures, Vision Distribution e Rai Cinema. Le scene stono state girate nella regione Trentino-Alto Adige e nel capoluogo Trento tra i mesi di maggio e giugno del 2023. con l'affiancamento della Trentino Film Commission.

## Distribuzione
Il film è stato proiettato in anteprima durante la Festa del Cinema di Roma 2023 nella sezione Proiezioni speciali di Alice nella città. Il film è stato presentato nelle sale il 25 luglio 2024.

## Accoglienza

### Incassi
Un oggi alla volta ha debuttato alla sesta posizione del botteghino nel fine settimana compreso fra il 26 e il 28 luglio 2024, con un incasso di 41626 €.

### Critica
Il film ha ricevuto recensioni quasi esclusivamente favorevoli dalla critica cinematografica.
Difetti sottolineati: Antonio Cuomo di Movieplayer.it apprezza il fatto che il film «riesca a parlare di alcuni aspetti del mondo di oggi con intelligenza e comunicare a quella fetta di pubblico che questa contemporaneità la vive» impostato su di un «precario equilibrio tra commedia e dramma», apprezzando la recitazione di Francesconi trovando invece Cassissa spontaneo ma meno abile nei momenti «delicati» della sceneggiatura. Mattia Pasquini di Ciak afferma che il film «riesce a tenere insieme personaggi da commedia leggera con spunti di riflessione non semplici», trovando tuttavia «qualche perdonabile leggerezza che rende il risultato finale un po’ troppo consueto» per il genere cinematografico scelto, con «qualche gag di troppo di Francesco Centorame» e richiedendo «un maggior coraggio in fase di montaggio».
Per Dario Boldini di Sentieri Selvaggi, invece, il film «Pesca a piene mani dal proprio filone di appartenenza e prova ad arricchirlo con riferimenti cinefili vari, ma finisce imbrigliato dalle ormai insostenibili “regole di genere”».

## Riconoscimenti
- Festa del Cinema di Roma
  - 2023: Premio Alice nella città categoria Panorama Italia - Proiezioni speciali[16]

- 2024[17] - Ciak d'oro
  - Candidatura migliore film commedia